# Herkus Kunčius
Herkus Kunčius (Vilnius, 1965.  április 18. –) litván író és drámaíró. Litvánia egyik legtermékenyebb írója, alkotásait – regényeit, esszéit és drámáit – a posztmodernizmus jellemzi. Számos irodalmi díj nyertese. 2016-ban Litvánia érdemrendjének lovagkeresztjével ismerték el a munkásságát.

## Élete
Vilniusban született 1965. április 18-án, a szülei művészek: Anicetas Kunčius és Aldona Mikšytė. 1990-ben a vilniusi Szépművészeti Akadémián végzett művészettörténészként. Szerkesztőként és művészkritikusként dolgozott a Krantai (1990–1994) és a „Literatūra ir menas” (1995–1999) kulturális magazinokban. 1996-ban jelent meg első regénye, esszéket, drámai műveket és rádiójátékokat is készít.
2000 óta a Litván Írók Szövetségének, és a PEN klub tagja. A litván-lengyel párbeszéd és együttműködés fórumának tagja. 2011 óta a litván PEN központ elnöke.
Az írásnak – akárcsak a zongorázásnak vagy a hegedülésnek – minden nap meg kell lennie. Ha nem játszol két éve, és büszke vagy rá, nem leszel zenész.
Alkotásait a posztmodernizmus, valamint a fogyasztói társadalommal szemben érzett megvető iróniája, és a hamis, felületes értékek kemény hangú kritikája jellemzi.

## Művei
- Ir dugnas visada priglaus (1996)
- Matka pitka (1998)
- Sparnų vaško ūrna (1998)
- Barbarai šventykloje (1998)
- Būtasis dažninis kartas (1998)
- Pilnaties linksmybės (esszék, 1999)
- Pelenai asilo kanopoje (2001) Hamu egy szamár patájában
- Ištikimiausias metafizinis draugas (novella, 2002) A leghűségesebb metafizikai barát
- Pelenai asilo kanopoje, Smegenų padažas, Ekskursija: Casa matta (2002) Hamu egy szamár patájában, Agymártás, Kirándulás (regénytrilógia)
- Ornamentas, Charibdė (2002)
- Gaidžių milžinkapis, Charibdė (2004)
- Nepasigailėti Dušanskio (2006)
- Išduoti, išsižadėti, apšmeižti (2007)
- Virtuvės Tarakono nuotykiai, apysaka vaikams (2008)  A konyhai csótány kalandjai, gyerektörténet
- Pijoko chrestomatija (2009)
- Lietuvis Vilniuje, Kultūros barai (2011)
- Kaukazo belaisvis (2012) Kaukázusi fogoly
- Tapti savimi. Pasakiški Bordo memuarai (2013)

## Díjai, elismerései
- A Nemunas magazin díja a legjobb prózaért (1996)
- Julian Linde Clover-díj (1998)
- A litván kortárs drámaverseny második díja (1998)
- A Litván Köztársaság Kulturális Minisztériuma díja a publicisztikai munkákért (2010)
- Litvánia érdemrendjének lovagkeresztje (2016)
- A Lengyel Köztársaság Ezüst Érdemkeresztje (2019)

## Fordítás
- Ez a szócikk részben vagy egészben  a   Herkus Kunčius című litván Wikipédia-szócikk ezen változatának fordításán alapul.  Az eredeti cikk szerkesztőit annak laptörténete sorolja fel. Ez a jelzés csupán a megfogalmazás eredetét és a szerzői jogokat jelzi, nem szolgál a cikkben szereplő információk forrásmegjelöléseként.